# Danielle Hamilton Carter
Danielle "Dani" Evelyn Hamilton-Carter, född 23 januari 1990 i Stockholm, är en svensk basketspelare som spelat i franska Lyon Basket Féminin. Moderklubb är Stockholmspolisens IF, gick därefter vidare till Bagarmossen Basket och KFUM Blackebergs IK. Säsongen 2015-16 spelar hon i Luleå Basket.
Hamilton Carter gick på Fryshusets gymnasium och spelade i 08 Stockholm Human Rights. Har även spelat collegebasket på Georgia Tech (2009−13) och för tjeckiska IMOS Brno.
Hamilton Carter som är en 191 centimeter forward är dotter till amerikanske Glenn Carter och norsk-skotska Irene Hamilton. Hennes farbror är höjdhopparen Jerome Carter.